# Passos coberts de Torà
Els Passos coberts de Torà és un conjunt arquitectònic de Torà, a la comarca del Solsonès, inclòs a l'Inventari del Patrimoni Arquitectònic de Catalunya.

## Descripció
A part dels portals pròpiament dits com a estructures d'accés principal al nucli antic, cal assenyalar els nombrosos passos coberts que es generen així mateix constituint l'enllaç entre carrers i places com la de l'Església o la de Vila-vella. Destaca, per exemple, el pas cobert del carrer Sant Sebastià, d'època medieval moderna, amb dos arcs apuntats que recorden la morfologia gòtica i que delimiten un pas cobert que aixopluga una antiga capelleta, avui desafectada i anteriorment dedicada a Sant Sebastià, coincidint amb el nom del carrer i en referència a un dels sants taumaturgs més habituals en els nuclis antics de les poblacions catalanes.
Un altre pas cobert molt destacable és el que avui constitueix l'accés a la plaça Jaume Coberó. És un pas cobert d'uns 14 metres de longitud i d'uns 2,30 metres d'alçada. El formen tres trams d'uns 3,5 m d'amplada aproximada, delimitats per quatre arcs rebaixats, formats per carreus ben tallats d'uns 40 cm d'amplada.
Destaquen també els passos coberts del carrer Nou: el portal nou, o del pati i el portal de l'Ofrera, amb elements arquitectònics com capitells en forma de permòdol i fins i tot les restes de notables enteixinats fets amb guix, amb representacions de motius vegetals (fulles de palma, raïms, ocells).
Finalment, un altre dels antics portals de la plaça del Pati, conegut popularment com la Portella, avui està integrat en l'estructura de la casa Trilla un destacable edifici modernista que domina la plaça del Pati, formant un pas cobert fins a la plaça del Vall. L'entrada queda delimitada des de l'interior de la plaça del Pati per dues notables columnes toscanes, la cronologia de les quals s'ha de relacionar amb la construcció de la mateixa casa Trilla, a començaments del segle xx.